# Tamago kake gohan

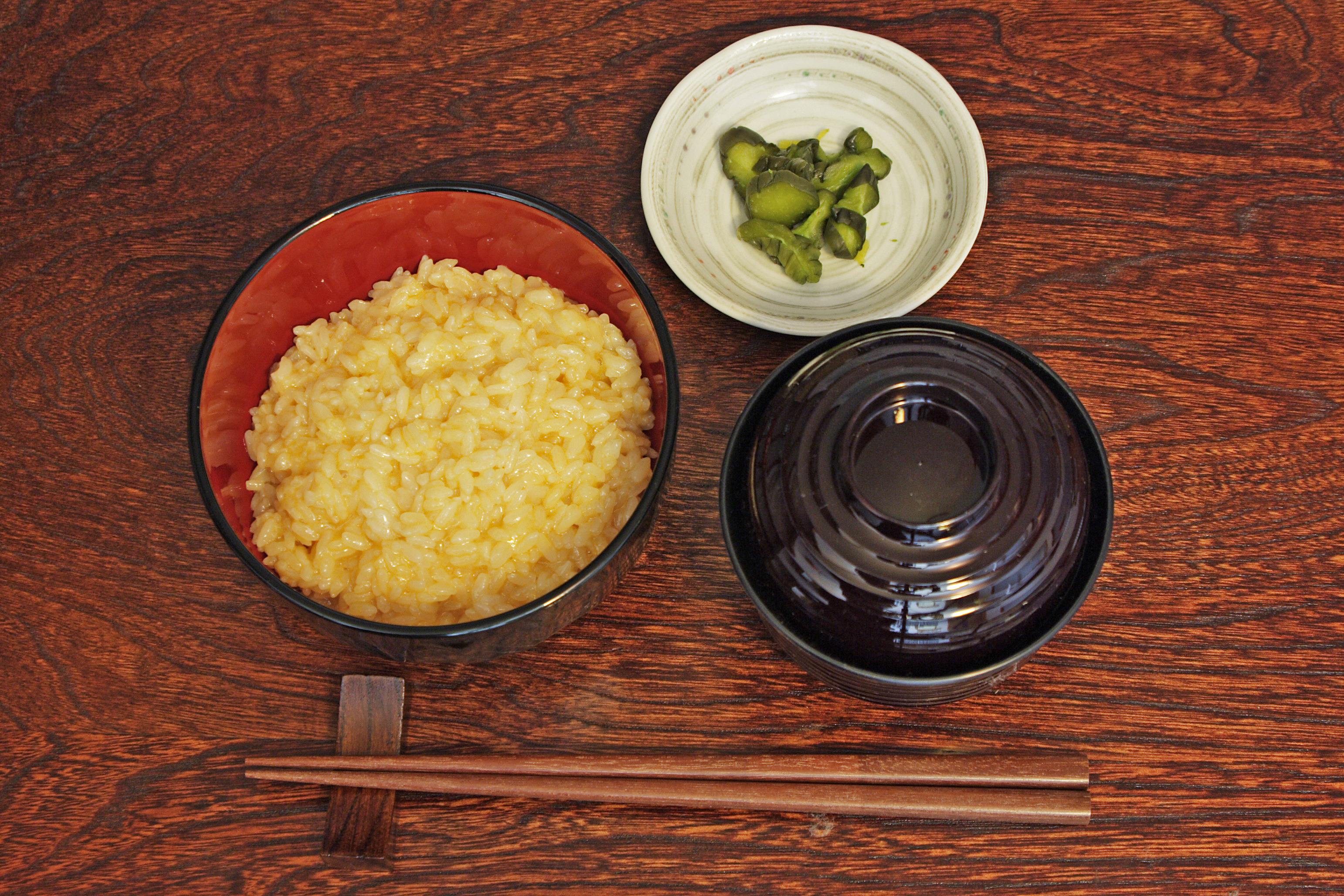
Tamago kake gohan (izquierda), tsukemono y sopa de miso.

El tamago kake gohan (卵かけご飯?  ‘salsa de huevo sobre arroz’), abreviado tamago gohan, es un popular desayuno japonés consistente en arroz hervido cubierto o mezclado con huevo crudo y opcionalmente salsa de soja. A veces se usa huevo batido, y a veces sin batir. Algunas veces se emplea solo la yema.

## Características
El plato también se conoce en Japón como tamago bukkake gohan (bukkake significa ‘salpicado’), tamago bukkake meshi (meshi significa ‘arroz’), tamago gohan, o simplemente tamago kake. Tamago (‘huevo’) puede escribirse 玉子, como alternativa al carácter único 卵. No hay una forma «correcta» de hacer este plato cotidiano. El arroz puede ser frío, recién cocido o recalentado; el huevo puede cascarse directamente en el cuenco de arroz (antes o después de poner arroz), o batirse en un cuenco separado de antemano. Alguna gente hace un hueco en el montón de arroz para poner el huevo dentro. La yema de huevo contiene niveles más que suficientes de biotina para compensar los altos niveles de avidina de la clara de huevo cruda, que se enlaza con la biotina de la vitamina B, evitando su absorción y causando una potencial deficiencia si la yema no se consume con la clara.